# Nemo censetur ignorare legem
Nemo censetur ignorare legem (Nederlands: niemand wordt geacht de wet niet te kennen) is een algemeen rechtsbeginsel dat zijn oorsprong vindt in het Romeins recht en dat stelt dat iemand die niet op de hoogte is van de wet, dit niet als argument kan inroepen om te ontkomen aan strafrechtelijke of burgerrechtelijke aansprakelijkheid. Hierdoor is het slechts zeer uitzonderlijk mogelijk dat rechtsdwaling als rechtvaardigingsgrond zal worden aanvaard. In commonlawlanden wordt dit rechtsbeginsel ook omschreven als ignorantia juris non excusat of ignorantia legis neminem excusat.
De ratio van deze juridische fictie is dat, als onwetendheid omtrent de wetgeving een geldige rechtvaardiging zou zijn, een beschuldigde of een burgerrechtelijke aansprakelijke zich van zijn aansprakelijkheid zou kunnen ontdoen door louter te beweren de wet niet te hebben gekend, ook al zou deze persoon misschien in werkelijkheid de wet wel hebben gekend. Hoewel het zelfs voor juristen onmogelijk is om effectief alle wetten te kennen, is dit de prijs die men moet betalen opdat opzettelijke onwetendheid geen rechtvaardigingsgrond zou zijn. Bovendien dient men te letten op de formulering van het beginsel: "van niemand wordt gedacht dat hij onwetend is van de wet" is nog niet hetzelfde als "iedereen wordt geacht de wet te kennen".
Uit dit rechtsbeginsel volgt ook dat de Staat de verplichting heeft om de wetgeving afdoende kenbaar te maken voor de bevolking opdat deze in de mogelijkheid zou zijn er kennis van te nemen. Hierdoor wordt bijvoorbeeld Belgische wetgeving gepubliceerd in het Belgisch Staatsblad.